# Дашко Острозький
Дашко Острозький (? — бл. 1424) — політичний та військовий діяч Великого князівства Литовського.

## Родовід
Походив з руського (українського) князівського роду Острозьких. Найстарший син Федора Острозького, намісника луцького, старости кам'янецького і брацлавського, і Агафії Бродовської. У 1390-х роках разом з батьком брав участь у боротьбі проти великого князя Вітовта на боці Владислава Ягайла, короля Польщі. Можливо, брав участь у битві при Грюнвальді 1410 року.

## Життєпис
Гнучка політична позиція Федора Острозького не сприяла повної довіри до нього. Тому в 1412—1415 роках Дашко перебував як почесний заручник при королівському дворі в Кракові. По поверненню до Острогу включився у політичну діяльність, мріючи відновити права волинської знаті.
1418 року спільно з Олександром Носом-Пінським напав на Кременецьку вежу й звільнив з ув'язнення колишнього великого князя Литовського Свидригайла. Повсталі оволоділи кількома замками на Волині, у тому числі й Луцьком. Але більшість подільських і волинських князів та бояр не підтримала повсталих, тому при наближенні литовських військ разом зі Свидригайло відступили до Молдавського князівства, а звідти — до Угорського королівства.
Після укладанню угоди між Свидригайлом та Вітовтом повернувся до Волині. Одружився з Анастасією з литовського роду Кобринських, родичів Гедиміновичів. Про подальшу долю замало відомостей. Помер після 1420 року, ймовірно під час епідемії чуми, що вирувала на волинських землях 1424 року. Тоді ж померла його дружина.

## Родина
Дружина — Анастасія, дочка Романа Федоровича, князя Кобринського і Ратненського.
Дашко Острозький ймовірно є дідом Остафія Дашкевича, засновника і одного з перших отаманів Війська Запорозького